# Rana
Rana là một chi động vật lưỡng cư trong họ Ranidae, thuộc bộ Anura. Chi này có hơn 45 loài và 22% bị đe dọa hoặc tuyệt chủng.

## Các loài
Dưới đây là các loài được ghi nhận:

- Rana amurensis (Boulenger, 1886)
- Rana arvalis Nilsson, 1842.
- Rana asiatica Bedriaga, 1898.
- Rana aurora Baird & Girard, 1852.
- Rana boylii Baird, 1854.
- Rana cascadae Slater, 1939.
- Rana chaochiaoensis Liu, 1946.
- Rana chensinensis David, 1875.
- Rana chevronta Hu & Ye in Hu, Fei & Ye, 1978.
- Rana coreana Okada, 1928.
- Rana culaiensis Li, Lu & Li, 2008.
- Rana dalmatina Fitzinger in Bonaparte, 1839.
- Rana draytonii Baird & Girard, 1852.
- Rana dybowskii Günther, 1876.
- Rana graeca Boulenger, 1891.
- Rana hanluica Shen, Jiang & Yang, 2007.
- Rana holtzi Werner, 1898
- Rana huanrensis Fei, Ye & Huang, 1990.
- Rana iberica Boulenger, 1879.
- Rana italica Dubois, 1987.
- Rana japonica Boulenger, 1879.
- Rana jiemuxiensis[3] Yan, Jiang, Chen, Fang, Jin, Li, Wang, Murphy, Che & Zhang, 2011
- Rana johnsi Smith, 1921.
- Rana kobai[4] Matsui, 2011
- Rana kukunoris Nikolskii, 1918.
- Rana latastei Boulenger, 1879.
- Rana longicrus Stejneger, 1898.
- Rana luteiventris Thompson, 1913.
- Rana macrocnemis Boulenger, 1885.
- Rana muscosa Camp, 1917.
- Rana neba[5] Ryuzaki, Hasegawa & Kuramoto, 2014
- Rana omeimontis Ye & Fei in Ye, Fei & Hu, 1993.
- Rana ornativentris Werner, 1903.
- Rana pirica Matsui, 1991.
- Rana pretiosa Baird & Girard, 1853.
- Rana pseudodalmatina Eiselt & Schmidtler, 1971.
- Rana pyrenaica Serra-Cobo, 1993.
- Rana sakuraii Matsui & Matsui, 1990.
- Rana sauteri Boulenger, 1909.
- Rana shuchinae Liu, 1950.
- Rana sierrae Camp, 1917.
- Rana tagoi Okada, 1928.
- Rana tavasensis Baran & Atatür, 1986.
- Rana temporaria Linnaeus, 1758.
- Rana tsushimensis Stejneger, 1907.
- Rana uenoi[6] Matsui, 2014
- Rana ulma[4] Matsui, 2011
- Rana zhengi Zhao, 1999.
- Rana zhenhaiensis Ye, Fei & Matsui, 1995

## Hình ảnh

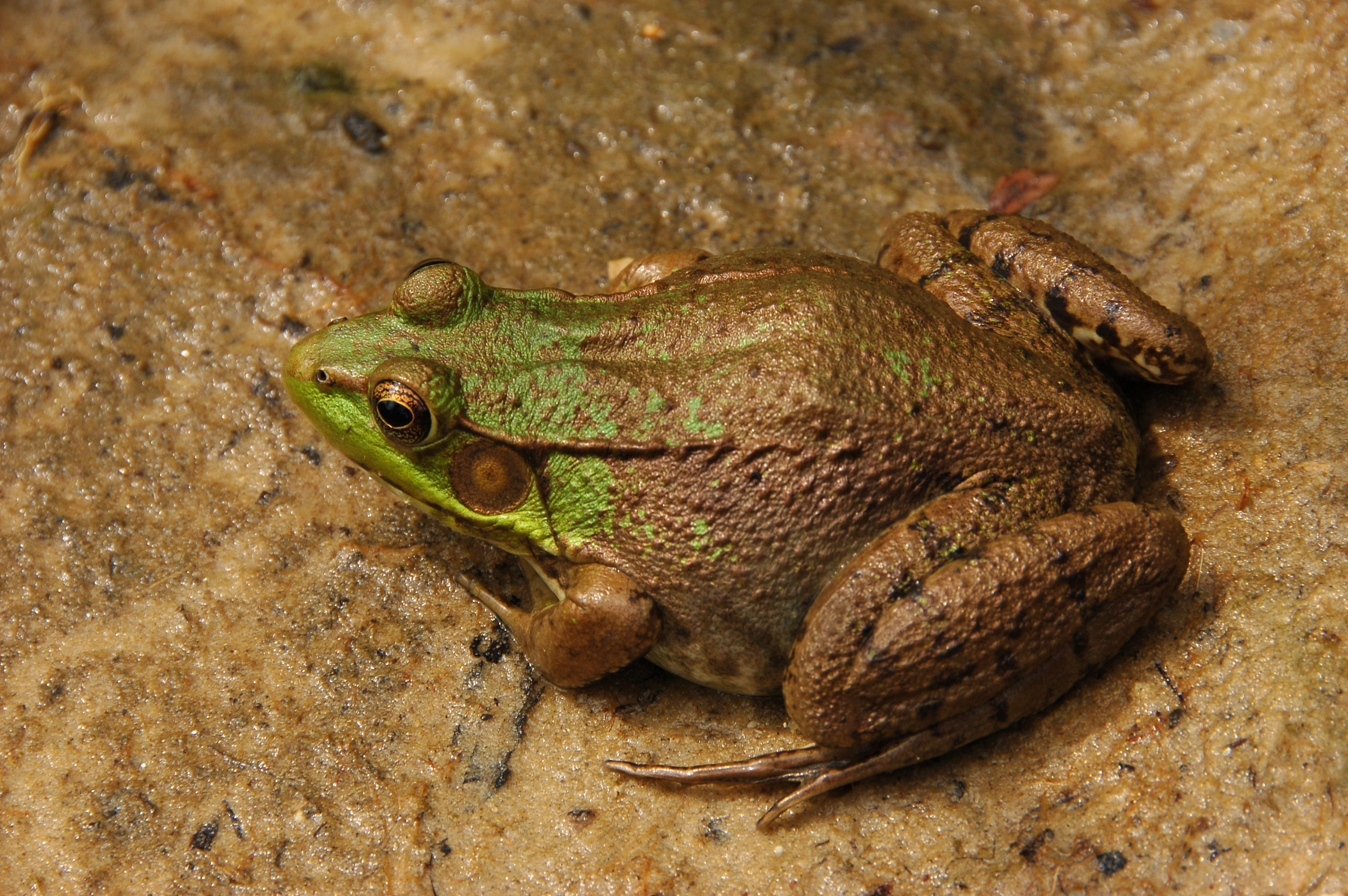
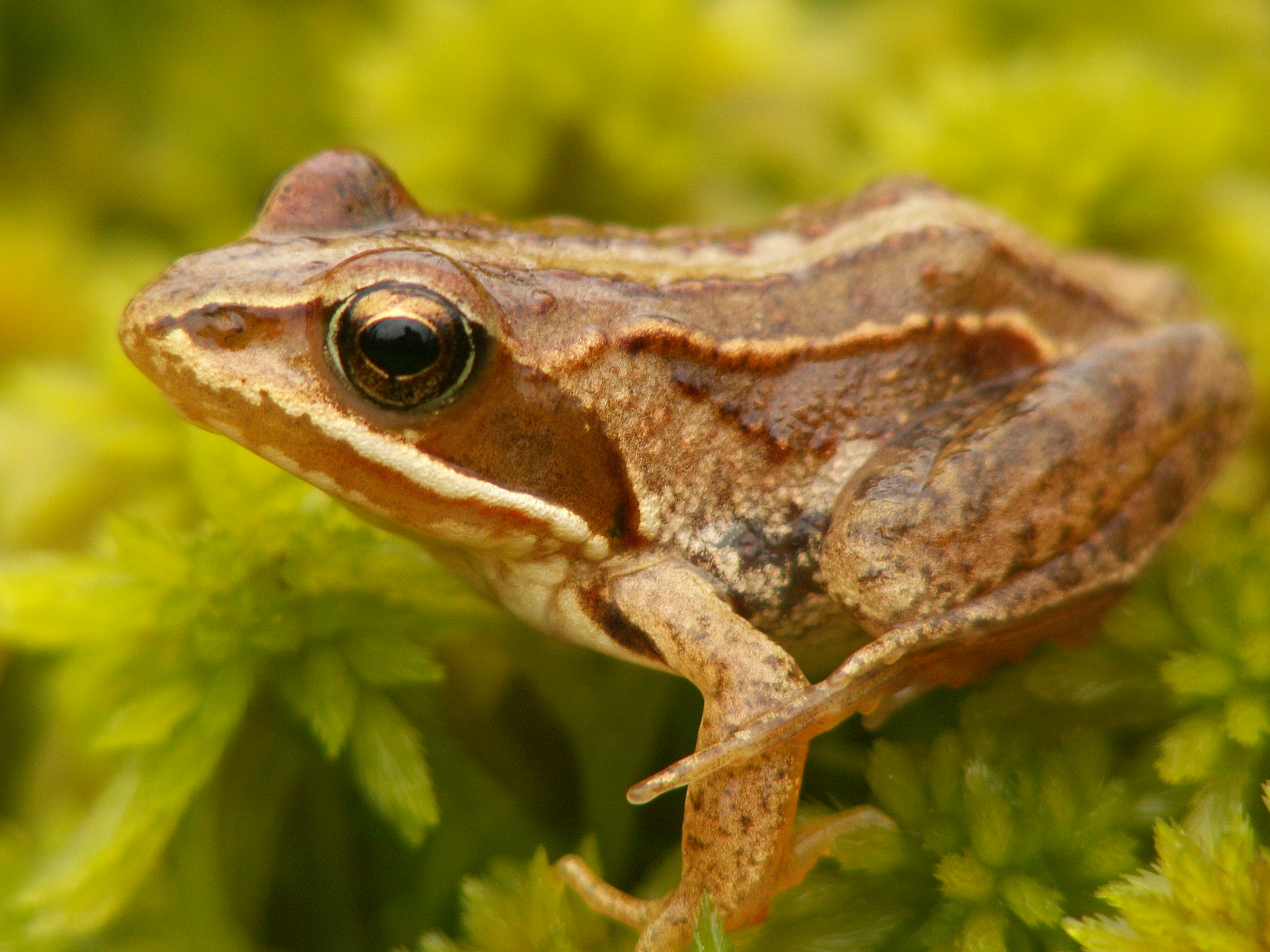
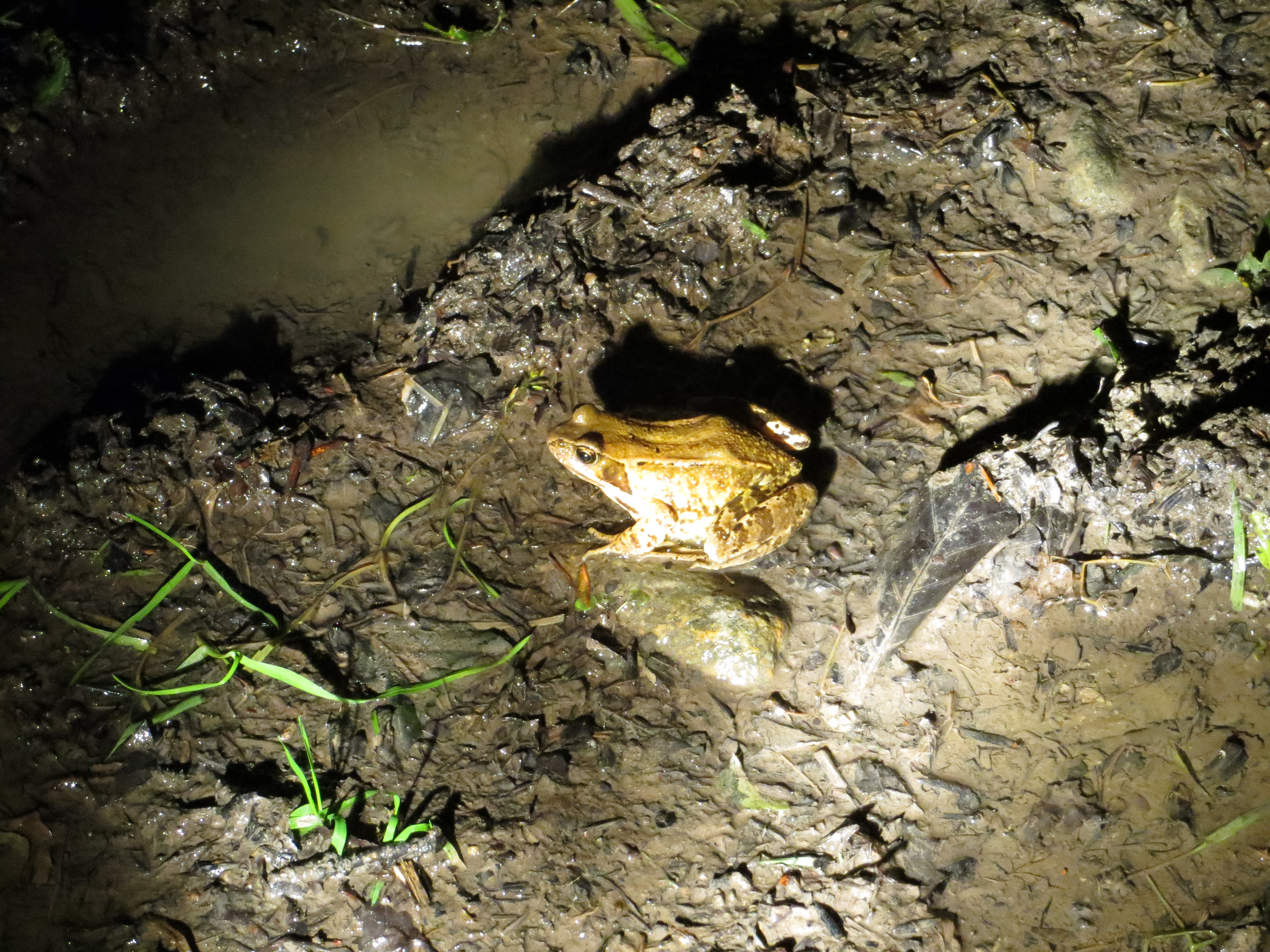
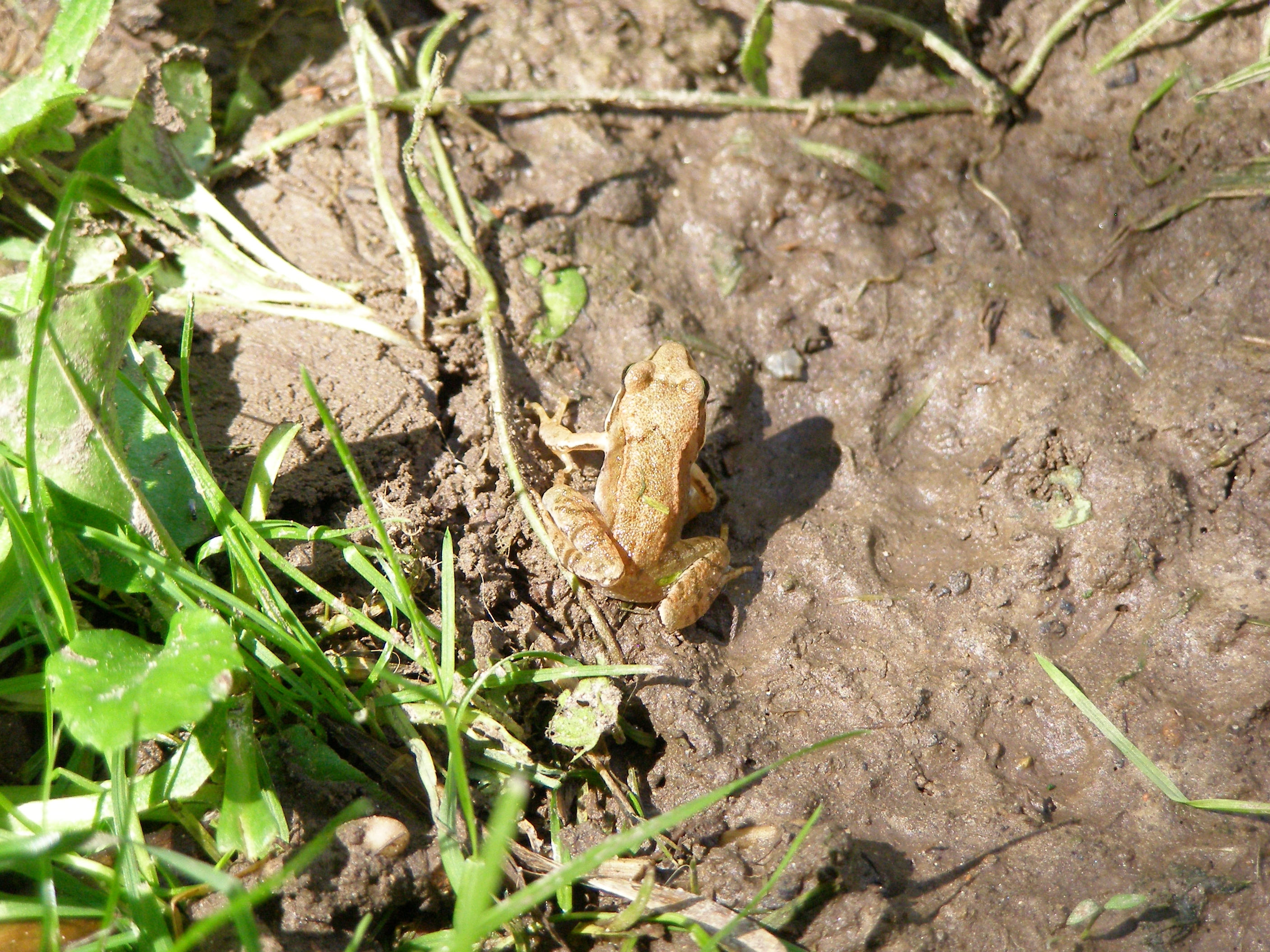